# 克拉斯内农村居民点
克拉斯内农村居民点（俄语：Красное сельское поселение）是俄罗斯联邦伏尔加格勒州中阿赫图巴区所属的一个农村居民点。其下辖有5个居民点，行政中心为红萨德。据2016年统计，该农村居民点的人口为2212人。